# Claudia Haagen-Schützenhöfer
Claudia Haagen-Schützenhöfer (* 1975 in Hartberg) ist eine österreichische Physikdidaktikerin. Sie besetzt den Lehrstuhl für Physikdidaktik an der Karl-Franzens-Universität in Graz.

## Werdegang
Nach der Matura am Gymnasium Hartberg absolvierte Haagen-Schützenhöfer an der Karl-Franzens-Universität in Graz ein Lehramtsstudium aus Physik und Anglistik/Amerikanistik mit Auszeichnung. 2001/02 absolvierte sie das Unterrichtspraktikum am BG/BRG Oeversee in Graz mit Auszeichnung. Anschließend unterrichtete sie von 2003 bis 2009 am BG/Bundesrealgymnasium (BRG) in Mürzzuschlag die Unterrichtsfächer Physik, Englisch, naturwissenschaftliches Labor und Projektmanagement. Parallel dazu absolvierte Haagen-Schützenhöfer an der Karl-Franzens-Universität Graz ein Doktoratsstudium in Erziehungswissenschaften/Physikdidaktik. 2005 schloss sie dieses mit ihrer Dissertation: Englisch als Arbeitssprache im Physikunterricht ab.
Ab 2009 arbeitete Haagen-Schützenhöfer als Postdoktorandin am Österreichischen Kompetenzzentrum für Didaktik der Physik (AECC-P) an der Universität Wien. In dieser Zeit entwickelte sie einen Lehrgang zum Optikunterricht, welcher das zentrale Element ihrer Habilitation darstellte. Nach Ablehnung eines Rufes an den Lehrstuhl für Physikdidaktik an der Universität Augsburg (Deutschland)  kehrte sie 2014 wieder an die Karl-Franzens-Universität Graz als Assistenz-Professorin zurück. Dort wurde ein eigener Fachbereich für Physikdidaktik aufgebaut, dem sie seit 2015 vorsteht. Im Jahr 2016 habilitierte sie sich an der Universität Wien. 2017 erfolgte ein Ruf auf eine befristete Universitätsprofessur für Didaktik der Physik an der Universität Graz, den sie annahm. 2018 wurde Claudia Haagen-Schützenhöfer auf den Lehrstuhl für Didaktik der Naturwissenschaften mit dem Schwerpunkt Physik an die Leopold-Franzens-Universität Innsbruck gerufen. Parallel erfolgte der Ruf auf eine unbefristete Universitätsprofessur für Fachdidaktik Physik an die Universität Graz, dem Haagen-Schützenhöfer Ende 2018 folgte.
Haagen-Schützenhöfer ist die erste und einzige habilitierte steirische Physikdidaktikerin und die zweite österreichweit. Sie besetzt als erste Frau eine Universitätsprofessur am Institut für Physik der Universität Graz. Ihr Forschungsschwerpunkt liegt auf der Professionalisierungsforschung von Physiklehrkräften, domänenspezifischer Lehr- und Lernforschung in Physik sowie der Schulbuchforschung. Ihre Forschungsergebnisse  fließen in Ausbildungs- und Weiterbildungsprogramme für Physiklehrkräfte, in deutschsprachige fachdidaktische Lehrbücher sowie in österreichische Physikschulbücher ein.
Haagen-Schützenhöfer war im Vorstand von GIREP als Secretary und Vice-President tätig, bevor sie 2019 in den Senat der Universität Graz gewählt wurde.

## Auszeichnungen (Auswahl)
- 2018: Josef-Krainer-Preis – Würdigungspreis[2]